# 康有为故居
- 關於康有为在青岛的住所，請見「青岛康有为故居」。
- 關於康有为在北京的住所，請見「北京南海会馆」。

康有为故居位于中华人民共和国广东省佛山市南海区丹灶镇苏村，又称“延香老屋”，是康有为出生、成长的地方，1996年被列为第四批全国重点文物保护单位。
康有为故居是一座典型的珠三角地区民居建筑，总面积81平方米，始建于清代中期，部分毁于抗战时期，1983年修复。1987年在旁新建康有为纪念馆。